# Пэрленд

Справа — округ Бразория на карте штата Техас, слева — город Пэрленд на карте округа Бразориа

Пэ́рленд (англ. Pearland, в переводе с англ. — «Земля груш») — город в округах Бразория (в основном), Форт-Бенд и Харрис штата Техас (США). 36-й по численности населения город штата и 294-й по этому показателю в США (2013). Девизы Пэрленда: «Где город встречается с деревней» и «Классическое побережье Мексиканского залива».

## География, транспорт
Пэрленд расположен в юго-восточной части штата одновременно на территории трёх округов примерно в 22 километрах от залива Галвестон (акватория Мексиканского залива). Согласно официальным данным, площадь города составляет 123 км², из которых 1,3 км² (0,94 %) занимают открытые водные пространства, однако в 2009 году правительство города заявило, что в состав города включены неинкорпорированные территории Кантри-Плейс и Силвер-Лейк, в связи с чем теперь площадь Пэрленда составляет 186,5 км². 83 % города занимают селитебные земли. На территории города расположены несколько плановых поселений, например, Саутерн-Трейлс, Шадоу-Крик-Ранч, Лейкс-оф-Хайленд-Глен.
Пэрленд граничит с городами: с северо-востока — Саут-Хьюстон, с востока — Фрэндсвуд, с юго-запада — Аркола, с северо-запада — Миссури-Сити, с севера — Бруксайд-Вилладж и Манвел, с запада — со статистически обособленной местностью Фресно.
Через Пэрленд проходят автодороги BW 8, SH 35, SH 288 и FM 865.
Город обслуживают аэропорты Skyway Manor Airport, Pearland Regional Airport и Flyin' B Airport.

## История
В 1892 году некий поляк Витольд фон Зыхлински купил участок земли площадью 2560 акров (ок. 10,4 км²), и два года спустя, 24 сентября 1894 года, заложил на нём новое поселение. Первоначально посёлок назвали Марк-Белт, по названию ближайшего форпоста, появившегося здесь в 1893 году, однако вскоре Зыхлински, увидев как много местные жители высаживают здесь грушевых деревьев, решил, что его поселению больше подойдёт имя «Земля груш», то есть Пэрленд (первоначально писалось в два слова: Пэр-Ленд — Pear Land). В 1898 году здесь жили 75 человек (в том числе агент по недвижимости, кузнец, плотник и мастер по изготовлению фургонов), выходила собственная газета, работали два универсальных магазина, две лесозаготовительные компании, две гостиницы.
В 1900 году Пэрленд подвергся воздействию разрушительного урагана, одного из самых мощных в истории Северной Америки, который уничтожил молодой городок почти до основания, в частности, пострадали многие грушевые деревья, подорвав тем самым экономику посёлка. Тогда разорённое поселение покинули примерно три четверти населения Пэрленда, в том числе примерно две трети детей. С большим трудом постепенно удалось завлечь в Пэрленд новых жителей. В 1912 году была построена первая старшая школа города. В 1914 году в посёлке функционировали две церкви, гостиница, школа (25 учеников и один учитель), тогда здесь жили около 400 человек. Однако в 1915 году на Пэрленд обрушился новый ураган, который по своему разрушительному воздействию не много уступал катастрофе пятнадцатилетней давности. Исход разорённых и бездомных горожан был по массовости также сравним с 1900 годом.
В 1917 году в Пэрленде появилась телефонная связь. Суровая зима 1917/1918 года уничтожила значительную часть местного сельского хозяйства. В середине 1930-х годов близ посёлка была разведана нефть, но месторождение оказалось достаточно скудным. В это время население Пэрленда было около 150 человек, основным их занятием было выращивание риса. В 1930-х годах здесь было построено несколько танцевальных залов и пивных для привлечения в городок нефтяников с близлежащих месторождений; в конце 1940-х годов эти залы были закрыты за ненадобностью: все местные месторождения были опустошены.
В 1937 году в городе открылась вторая старшая школа, к 2015 году она стала крупнейшей в городе, в ней обучается около 3600 учеников. К середине 1940-х годов Пэрленд достиг того же количества жителей, что было здесь до урагана 1900 года. В 1949 году начались первые попытки получить статус «город»: начали конструироваться системы централизованного водоснабжения и канализации, в 1950-х годах начали появляться асфальтированные тротуары и уличное освещение, был налажен централизованный вывоз мусора. В итоге в 1959 году Пэрленд стал «городом» (city).
В 1990 году Пэрленд вышел за пределы округа Бразориа и стал частично находится в округе Харрис, а затем и в округе Форт-Бенд. В 1990-х годах, в связи с резко возросшим населением города, стали быстрыми темпами возводиться новые дома, в частности, под строительство были отданы рисовые поля, окружавшие город несколько последних десятилетий.
В сентябре 2008 года Пэрленд пострадал от урагана «Айк», в частности на полгода была закрыта публичная библиотека города.
В 2007 году город признан журналом Forbes 34-м в списке самых быстрорастущих городов страны (среди тех, что имели население больше 10 000 жителей в 2000 году) — +142 % за 10 лет, и 9-м по этому же показателю в штате.
В 2010 году в аналогичных списках Пэрленд занимал уже 15-е и 2-е места соответственно.

## Демография
Пэрленд долгое время оставался чахлым провинциальным поселением. Резкое увеличение численности началось лишь в конце XX века: за последние десять лет этого века население города выросло почти в два раза, за первые десять лет века XXI — ещё почти в два с половиной раза, а за 14 лет (2000—2014) — почти в три раза. В 2013 году был преодолён рубеж в 100 000 человек.
2010 год
По переписи 2010 года население Пэрленда составляло 91 252 человека. Расовый состав: белые — 61,97 %, негры и афроамериканцы — 16,4 %, коренные американцы — 0,47 %, азиаты — 12,39 %, уроженцы тихоокеанских островов — 0,04 %, прочие расы — 6 %, смешанные расы — 2,74 %, латиноамериканцы (любой расы) — 20,49 %.
Пэрленд отличается огромным языковым разнообразием: в государственных школах города говорят на 62 языках.
2012 год
По данным 2012 года средний доход домохозяйства в Пэрленде составлял 85 393 доллара в год, при среднем показателе по штату 50 740 долларов; доход на душу населения был 34 762 доллара в год.
2013 год
По оценкам 2013 года в Пэрленде проживали 100 065 человек, 48,6 % мужского пола и 51,4 % женского. Средний возраст горожанина был 34,1 лет, при среднем показателе по штату 33 года.
О происхождении своих предков горожане сообщили следующее: немцы — 10,1 %, ирландцы — 6,4 %, англичане — 6 %, французы — 2,2 %, чехи — 1,6 %.

Опрос жителей старше 15 лет показал, что 23,2 % горожан не состоят в браке и никогда в нём не были, 64,4 % состоят в браке и живут совместно, 1 % состоят в браке, но живут раздельно, 3,5 % вдовствуют и 7,8 % находятся в разводе.
14,9 % жителей Пэрленда были рождены вне США, при среднем показателе по штату 16,4 %.
2014 год
По оценкам 2014 года в Пэрленде проживали 108 715 человек. По данным на июнь этого года, безработица в городе составляла 4,2 %, при среднем показателе по штату 5,5 %.

## Прочие факты
- По данным 2013 года основными работодателями Пэрленда являлись: Независимый школьный округ Пэрленда[англ.] (2450 рабочих мест), Wal-Mart Stores (1185), Kelsey-Seybold Clinic[англ.] (800) и администрация города (614)[13].
- Крупнейший торговый центр города — Pearland Town Center[англ.] (работает с 2008 года, торговая площадь более 102 000 м², 3546 парковочных мест).